# 肯德尔·科因·斯科菲尔德
肯德尔·科因·斯科菲尔德（英語：Kendall Coyne Schofield，1992年5月25日—），美国女子冰球运动员。她曾代表美国国家队参加2014年、2018年和2022年冬季奥林匹克运动会冰球比赛，获得一枚金牌和二枚银牌。